# Sztálingrádi Madonna

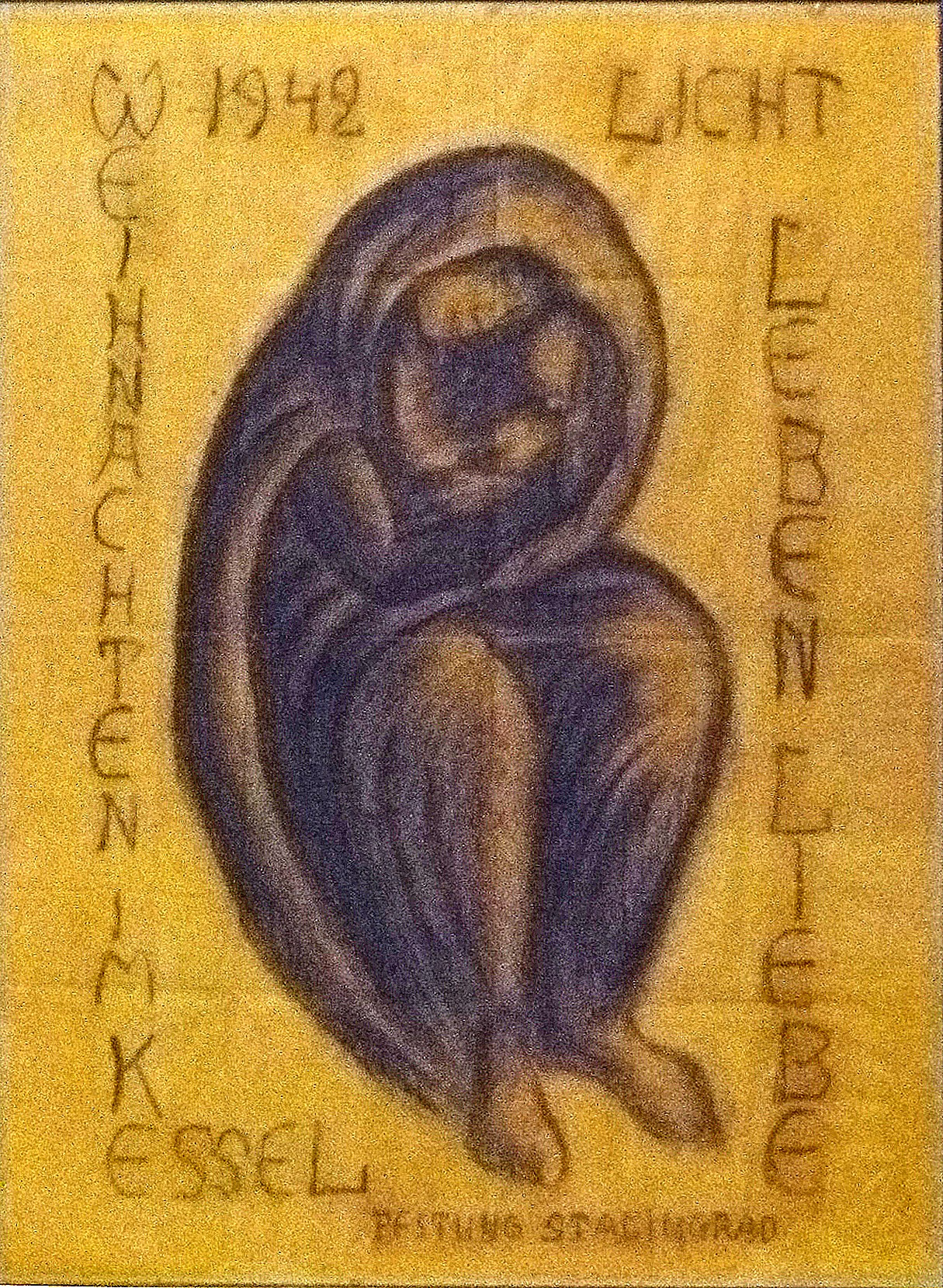
Sztálingrádi Madonna (Vilmos császár emléktemplom)

A Sztálingrádi Madonna (németül: Stalingradmadonna) Szűz Máriát ábrázoló híres kép, amelyet egy német katona, Kurt Reuber orvos hadnagy rajzolt Sztálingrádban (a mai Volgográd) 1942-ben, a sztálingrádi csata idején. 
Eredetije Berlinben, a Vilmos császár emléktemplomban látható, másolatait a berlini katedrálisban, a coventryi katedrálisban és a volgográdi Mürai Szent Miklós katolikus templomban állították ki, mint a második világháborút egymás ellen vívók megbékélésének jelképét.
A kép 120×90 centiméter nagyságú szénrajz, amely Máriát kendőbe burkolózva ábrázolja, amint a gyermek Jézust arcához közel tartja. Jobb szegélyére Reuber, aki protestáns lelkész volt, a „Licht, Leben, Liebe” („Fény, Élet, Szeretet”) szavakat írta János evangéliumából. A bal oldalon ez szerepel: „Weihnachten im Kessel 1942”, azaz „Karácsony a katlanban, 1942”. A német Kessel szó katlant, átvitt értelemben bekerített katonai egységet jelent. Alul a „Festung Stalingrad” a korabeli náci sajtóban a bekerített német hadseregre előszeretettel használták a lelkesítő „Sztálingrád erőd” kifejezést.

## Története
Kurt Reuber 1942 decemberében rajzolta meg a képet. A következőket írta:
„Sokáig gondolkodtam, mit rajzoljak, és végül egy Madonna, vagyis anya és gyermek mellett döntöttem. A fagyos földbe vájt lyukat műteremmé változtattam. A hely túl kicsi, hogy jól lássam a képet, ezért egy zsámolyra másztam, hogy felülről nézhessem. Az egészet többször is összedöntik, a ceruzáim a sárba tűnnek. Nem tudom mire tenni a képet, csak egy házilag készült, egyenetlen asztallapra, ami éppen csak befér. Nincsenek meg a megfelelő anyagok, így papírnak egy orosz térképet használok. De le se tudom írni, mennyire belemerültem a madonnám megrajzolásába, és milyen sokat jelent nekem.”
„A kép így néz ki: az anya és a gyermek feje egymás felé hajolnak és mindkettőjüket beborítja egy nagy köpeny. A szándék szerint ez a 'biztonságot', az 'anyai szeretetet' szimbolizálja. Emlékeztem Szent János szavaira: fény, élet és szeretet. Mi többet adhatnék hozzá? Ezt a három dolgot akartam sugallni az anya és gyermek ismerős képével és az általuk képviselt biztonságot.”

Hozzátette, hogy
„elmentem a bunkerekbe, elvittem a képet és beszélgettem az emberekkel. Ahogy ott ültek! Mintha a drága otthonukban lennének, az anyjukkal, szabadságon.”

Később Reuber kifüggesztette a rajzot a bunkerében, az egysége ünneplése közepette, amit úgy írt le, mint a keresztényi odaadás pillanatát, melyben valamennyi parancsnoksága alatt álló katona osztozott.
Amikor az ősi szokás szerint megnyitottam a karácsonyi ajtót, a bunkerünk deszkaajtaját, a bajtársak csak álltak ott, elbűvölten és túl meghatottan, hogy megszólaljanak az agyagfalon lévő kép előtt… Az egész ünneplés a kép hatása alatt zajlott és elgondolkodva olvasgatták a szavakat: fény, élet, szeretet… Parancsnok, vagy egyszerű katona számára egyaránt a kép mindig a külső és a belső szemlélődés tárgya volt.
A Madonnát Dr Wilhelm Grosse a 16. páncélos hadosztály egyik zászlóalj-parancsnoka menekítette ki az ostromgyűrűből, az utolsó géppel, amely elhagyta a körülkerített 6. hadsereg ellenőrizte területeket. Reuber maga nem volt ilyen szerencsés. Amikor a 6. hadsereg végül megadta magát, fogságba esett és egy szovjet hadifogolytáborban halt meg 1944-ben.
A Madonnát és Reuber leveleit átadták a családjának. Náluk is maradtak, amíg Karl Carstens szövetségi elnök meg nem kérte Reuber élő gyermekeit, hogy adományozzák a képet a berlini Vilmos császár emléktemplomnak. Reuber gyermekei és Lajos Ferdinánd porosz herceg (az emléktemplom kuratóriumának tagjaként) jelen voltak a felajánlási ünnepségen 1983 augusztusában.

## Hatása
Röviddel a háború után publikálták a rajzot és Reuber leveleit. A haditengerészet egykori lelkésze, Arno Pötzsch Sztálingrád Madonnája címmel verseskötetet adott ki. A mű a megbékélés hatalmas erejű szimbólumává vált a hidegháború időszakában és része lett a sztálingrádi csata és a második világháború legendáriumának a német köztudatban.

## A hadifoglyok Madonnája
Reuber a hadifogságban 1942 karácsonya körül festett egy második Madonnát is. Ebben az időben Sztálingrádtól 1000 kilométerre északkeletre, a jelabugai táborban tartották fogva. A kép a hadifoglyok újságja számára készült, A foglyok Madonnája címet adta neki. A következő karácsonyt Reuber már nem érte meg, néhány héttel később, 1944. január 20-án Jelabugában meghalt.